# Aranc
Aranc és un municipi francès situat al departament de l'Ain i a la regió d'Alvèrnia-Roine-Alps. L'any 2007 tenia 286 habitants.

## Demografia

### Població
El 2007 la població de fet d'Aranc era de 286 persones. Hi havia 124 famílies de les quals 28 eren unipersonals (20 homes vivint sols i 8 dones vivint soles), 56 parelles sense fills, 32 parelles amb fills i 8 famílies monoparentals amb fills.
La població ha evolucionat segons el següent gràfic:
Habitants censats

### Habitatges
El 2007 hi havia 203 habitatges, 132 eren l'habitatge principal de la família, 49 eren segones residències i 22 estaven desocupats. 191 eren cases i 12 eren apartaments. Dels 132 habitatges principals, 111 estaven ocupats pels seus propietaris, 12 estaven llogats i ocupats pels llogaters i 9 estaven cedits a títol gratuït; 1 tenia una cambra, 6 en tenien dues, 17 en tenien tres, 31 en tenien quatre i 77 en tenien cinc o més. 105 habitatges disposaven pel capbaix d'una plaça de pàrquing. A 58 habitatges hi havia un automòbil i a 65 n'hi havia dos o més.

### Piràmide de població
La piràmide de població per edats i sexe el 2009 era:
| Homes | Edats   | Dones |
| ----- | ------- | ----- |
| 0     | 95 o +  | 0     |
| 0     | 90 a 94 | 0     |
| 0     | 85 a 89 | 0     |
| 0     | 80 a 84 | 0     |
| 8     | 75 a 79 | 24    |
| 0     | 70 a 74 | 8     |
| 12    | 65 a 69 | 12    |
| 16    | 60 a 64 | 8     |
| 4     | 55 a 59 | 12    |
| 20    | 50 a 54 | 16    |
| 4     | 45 a 49 | 8     |
| 16    | 40 a 44 | 16    |
| 8     | 35 a 39 | 8     |
| 0     | 30 a 34 | 0     |
| 4     | 25 a 29 | 4     |
| 8     | 20 a 24 | 0     |
| 16    | 15 a 19 | 16    |
| 16    | 10 a 14 | 4     |
| 8     | 5 a 9   | 8     |
| 0     | 0 a 4   | 0     |

## Economia
El 2007 la població en edat de treballar era de 174 persones, 136 eren actives i 38 eren inactives. De les 136 persones actives 128 estaven ocupades (69 homes i 59 dones) i 8 estaven aturades (3 homes i 5 dones). De les 38 persones inactives 25 estaven jubilades, 7 estaven estudiant i 6 estaven classificades com a «altres inactius».

### Ingressos
El 2009 a Aranc hi havia 135 unitats fiscals que integraven 313 persones, la mediana anual d'ingressos fiscals per persona era de 20.350 €.

### Activitats econòmiques
Dels 8 establiments que hi havia el 2007, 1 era d'una empresa extractiva, 1 d'una empresa de fabricació d'altres productes industrials, 2 d'empreses de construcció, 1 d'una empresa de comerç i reparació d'automòbils, 2 d'empreses d'hostatgeria i restauració i 1 d'una empresa de serveis.
Dels 4 establiments de servei als particulars que hi havia el 2009, 1 era un guixaire pintor, 2 fusteries i 1 restaurant.
L'any 2000 a Aranc hi havia 16 explotacions agrícoles que ocupaven un total de 265 hectàrees.

## Equipaments sanitaris i escolars
El 2009 hi havia una escola maternal integrada dins d'un grup escolar amb les comunes properes formant una escola dispersa.

## Poblacions més properes
El següent diagrama mostra les poblacions més properes.